# Monster Jam
Monster Jam es un tour en vivo de deportes de motor operado por Feld Entertainment. La serie comenzó en 1992, y está autorizada bajo el paraguas de la Asociación de Hot Rod de los Estados Unidos (USHRA). Los eventos se celebran principalmente en América del Norte, con algunos eventos adicionales en otros países. Aunque los formatos de eventos individuales pueden variar mucho en función del entretenimiento "intermedio", la atracción principal es siempre las competiciones de carreras y estilo libre de camiones gigantes.

## Los eventos en vivo
Los eventos de Monster Jam se llevan a cabo durante todo el año, con más eventos durante la temporada principal de competencia en los meses de invierno que en el verano, en varios lugares alrededor de los Estados Unidos y Canadá. También se han celebrado eventos en otros lugares del mundo, como diversos países de Europa, Australia, México, Costa Rica, Filipinas, Chile, Argentina, Japón, etc.
En los eventos de Monster Jam, los camiones monstruosos se enfrentan en dos formas de competencia: carrera y estilo libre.
Carrera es un torneo tradicional de uno contra uno, donde el primer camión que cruza la línea de meta pasa a la siguiente ronda; la carrera final de la noche es para el campeonato de ese evento en particular.
La competencia de estilo libre les permite a los conductores dos minutos en un piso abierto mostrar sus habilidades mientras conducen los camiones sobre rampas y coches desechados, realizando acrobacias y trucos con sus camiones. El ganador del estilo libre está determinado por los asistentes que votan a través de un sitio web de puntuación.
Cada evento produce su propio ganador. Si el mismo piloto gana ambos eventos esa noche, recibirá el trofeo "Double Down".
Entre las dos principales competiciones, se celebran otros eventos. Algunos programas presentan un evento de destrezas a dos ruedas, donde el objetivo es realizar el mejor truco posible con solo dos llantas (caballitos, stoppie, bicicleta, etc.). Otros programas cuentan con una competencia de "donas" en la que un conductor intenta girar su camión hasta que el conductor, o el camión, no puede continuar, o creen que tienen una puntuación lo suficientemente alta como para ganar.

## Giras

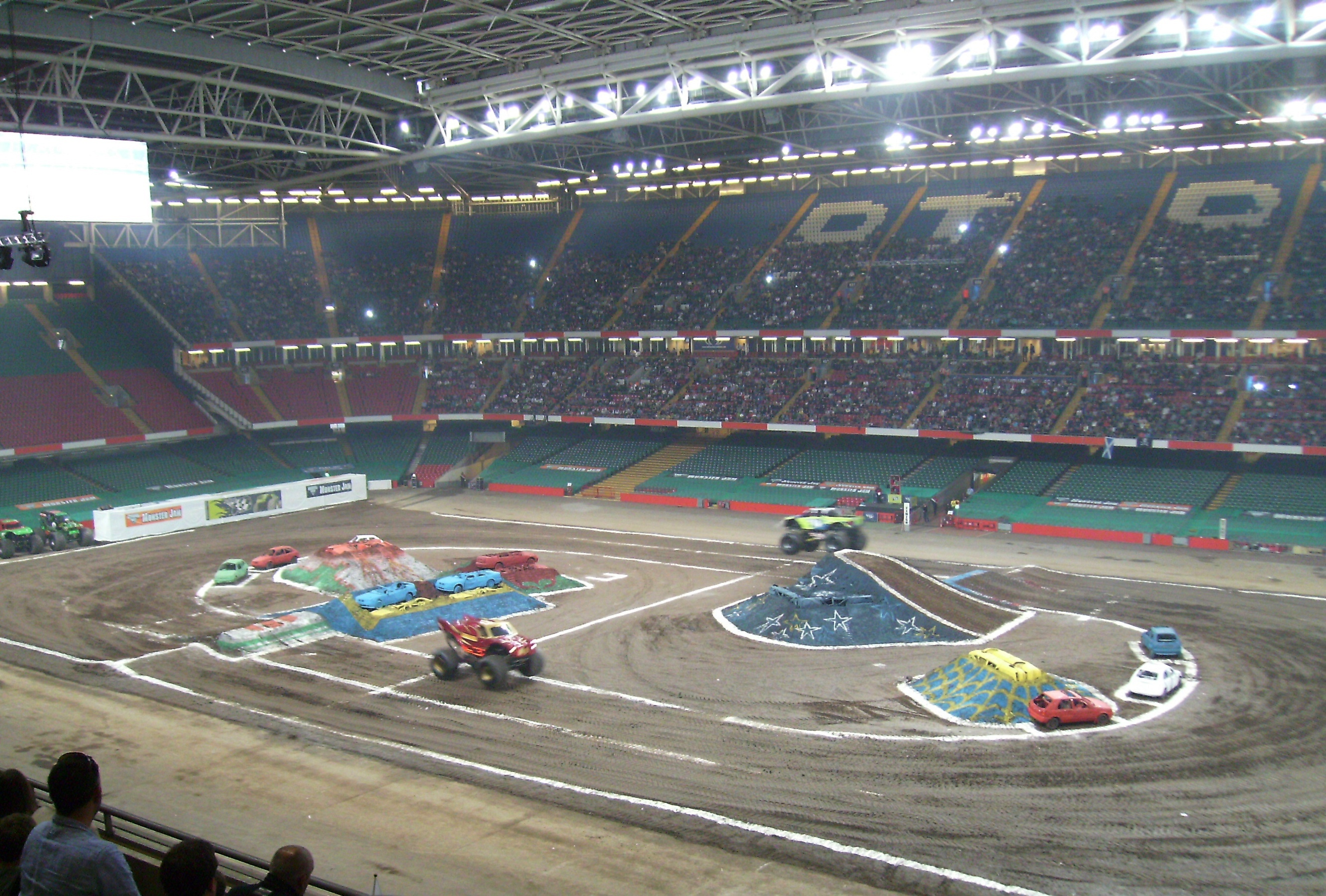
Show en vivo de Monster Jam en el Millennium Stadium de Cardiff.

Desde 2000 hasta 2018, la gira comenzó en enero y terminó en marzo, con las Finales Mundiales en Las Vegas cada año, y los espectáculos continuaron durante los meses de verano y otoño. A partir de 2019 y más allá, la gira aún comenzará en enero, pero ahora terminará en mayo con las Finales Mundiales en un lugar rotativo cada año, con espectáculos que continúan hasta el final del año. Los recorridos visitan muchas de las principales ciudades de los Estados Unidos, Canadá, Europa, América del Sur, América Central, Sudáfrica y Australia.
En 2015, debutó una gira de arena llamada "#MoreMonsterJam". Esta gira contó con 8 conductores que conducían 3 vehículos diferentes en una serie de puntos. Los dos finalistas principales recibieron una invitación a las Finales Mundiales # 16 de Monster Jam. También en 2015, Monster Jam comenzó su primer recorrido por el estadio llamado Fox Sports 1 Championship Series. Este tour siguió a 16 pilotos cada fin de semana en Fox Sports 1 compitiendo por puntos en la clasificación, carreras, carreras de obstáculos y estilo libre. Los cuatro primeros en la serie recibieron invitaciones a las Finales Mundiales de Monster Jam 16. En 2016, la serie #MoreMonsterJam se dividió en dos series, este y oeste, con el ganador de cada gira recibiendo una invitación a las Finales Mundiales de Monster Jam 17. Desde luego, el número de recorridos regionales ha aumentado, tanto para estadios como para estadios.
En 2019, el calendario de Monster Jam presenta cuatro recorridos de arena con 8 conductores cada uno; El ganador de cada tour recibe un lugar en las Finales XX de Monster Jam World en Orlando. El programa también incluye tres recorridos por el estadio, cada uno con 14 pilotos que compiten por un lugar en la Final XX de Monster Jam World. También habrá una gira internacional compuesta por 10 pilotos que compiten en Europa y Sudáfrica, pero esa gira no ofrecerá un lugar en la final mundial XX.

## Finales Mundiales de Monster Jam

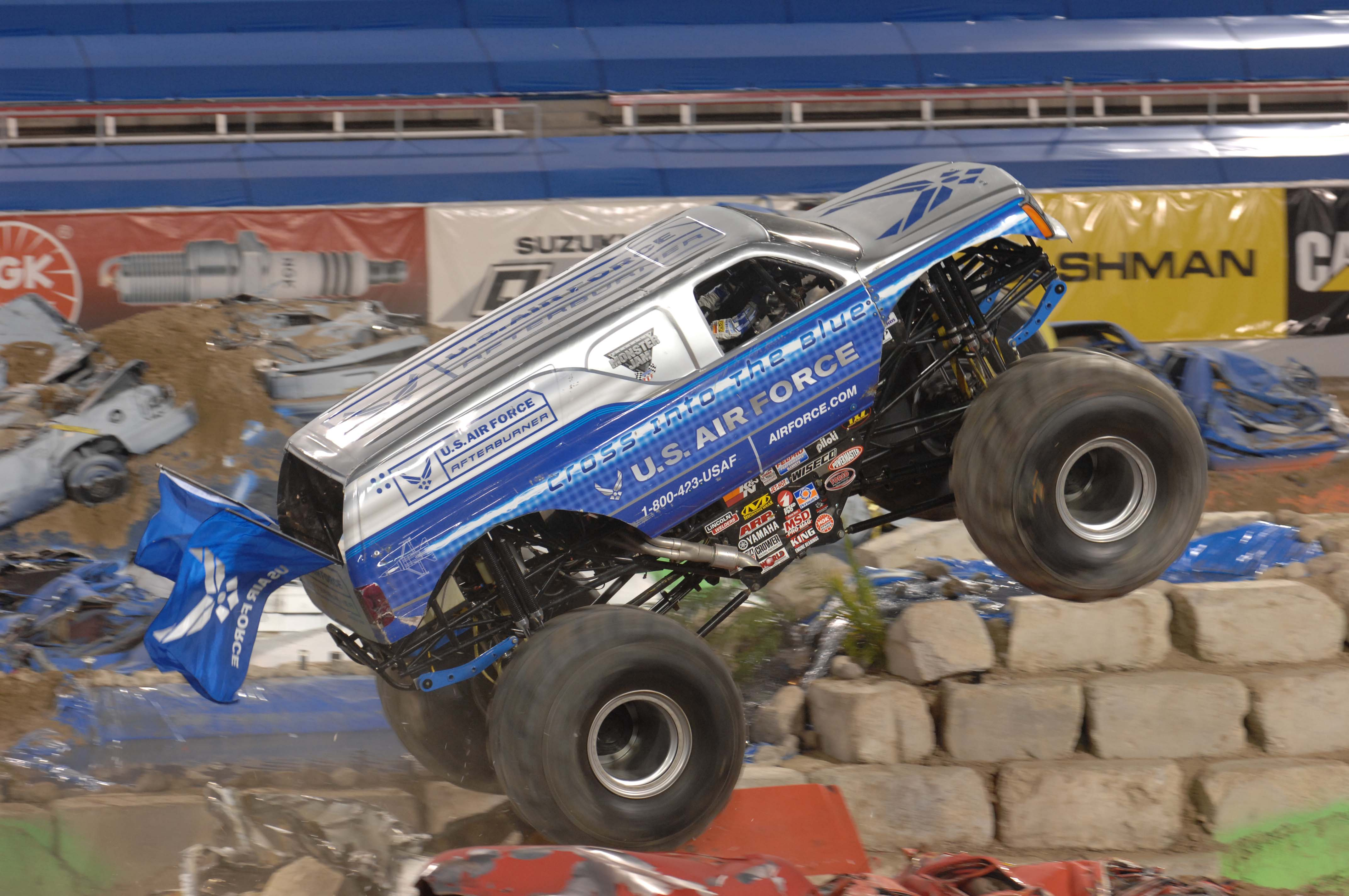
Un camión monstruo en las Finales Mundiales de Monster Jam de 2008 en Las Vegas, Nevada, Estados Unidos.

Las Finales Mundiales de Monster Jam son la culminación de la temporada de invierno de Monster Jam, con los mejores pilotos del año. A menudo se lo conoce como el "Super Bowl de los camiones monstruosos" y presenta a pilotos que compiten por los campeonatos de carreras y estilo libre.
Para las primeras 19 finales mundiales, el evento se realizó anualmente en el Sam Boyd Stadium en Las Vegas, Nevada. El 15 de febrero de 2018, se anunció un nuevo formato en el que las Finales Mundiales rotarían las sedes anualmente, comenzando con las Finales Mundiales XX. La ubicación original para la Final Mundial XX se pactó para ser en el MetLife Stadium en East Rutherford, Nueva Jersey, pero luego se cambió al Camping World Stadium en Orlando, Florida.
La Final Mundial XXI estaba programada para el 2 y 3 de mayo de 2020 en el Camping World Stadium. El evento se canceló posteriormente debido a preocupaciones de salud pública con respecto a la Pandemia de COVID-19. Esta es la primera vez que se ha cancelado un evento de las Finales Mundiales de Monster Jam.

## Campeones de las Finales Mundiales
El color verde ██ indica los pilotos que ganaron ambos campeonatos en el mismo año.
| Año  | Carrera                 | Carrera         | Carrera                       | Estilo Libre                  | Estilo Libre    | Estilo Libre |
| Año  | Camión                  | Conductor       | Rival                         | Camión                        | Conductor       | Puntaje      |
| ---- | ----------------------- | --------------- | ----------------------------- | ----------------------------- | --------------- | ------------ |
| 2000 | Goldberg                | Tom Meents      | Gunslinger                    | Grave Digger                  | Dennis Anderson | 40           |
| 2001 | Goldberg                | Tom Meents      | Blue Thunder                  | Goldberg                      | Tom Meents      | 38           |
| 2002 | Team Meents             | Tom Meents      | Bounty Hunter                 | Team Meents                   | Tom Meents      | 37           |
| 2003 | Wolverine               | Brian Barthel   | Bounty Hunter                 | Avenger                       | Jim Koehler     | 37           |
| 2004 | Grave Digger            | Dennis Anderson | Blacksmith                    | Maximum Destruction           | Tom Meents      | 31           |
| 2004 | Grave Digger            | Dennis Anderson | Blacksmith                    | El Toro Loco                  | Lupe Soza       | 31           |
| 2004 | Grave Digger            | Dennis Anderson | Blacksmith                    | Madusa                        | Debrah Miceli   | 31           |
| 2005 | Madusa                  | Debrah Miceli   | Grave Digger                  | Bounty Hunter                 | Jim Creten      | 31           |
| 2006 | Grave Digger            | Dennis Anderson | Bounty Hunter                 | Maximum Destruction           | Tom Meents      | 37           |
| 2007 | Batman                  | John Seasock    | Grave Digger                  | Captain's Curse               | Pablo Huffaker  | 34           |
| 2008 | Batman                  | John Seasock    | Bounty Hunter                 | Taz                           | Adam Anderson   | 37           |
| 2009 | Maximum Destruction     | Tom Meents      | Captain's Curse               | Air Force Afterburner         | Damon Bradshaw  | 36           |
| 2010 | Grave Digger            | Dennis Anderson | Maximum Destruction           | Monster Mutt                  | Charlie Pauken  | 39           |
| 2011 | Maximum Destruction     | Tom Meents      | Bounty Hunter                 | Avenger                       | Jim Koehler     | 32           |
| 2012 | Maximum Destruction     | Tom Meents      | Monster Energy                | Northern Nightmare            | Cam Mcqueen     | 38           |
| 2013 | Grave Digger the Legend | Adam Anderson   | El Toro Loco                  | Maximun Destruction           | Tom Meents      | 34           |
| 2014 | Grave Digger the Legend | Adam Anderson   | Maximum Destruction           | Metal Mulisha                 | Todd LeDuc      | 37.5         |
| 2015 | Metal Mulisha           | Todd LeDuc      | Son-uva Digger                | Overkill Evolution            | Mike Vaters II  | 33.5         |
| 2016 | Grave Digger (naranja)  | Morgan Kane     | Metal Mulisha                 | Grave Digger                  | Adam Anderson   | 33           |
| 2017 | Son uva Digger          | Ryan Anderson   | Grave Digger                  | VP Racing Fuels Mad Scientist | Lee O'Donnell   | 9.355        |
| 2018 | Grave Digger            | Adam Anderson   | Grave Digger (Tyler Menninga) | Son uva Digger                | Ryan Anderson   | 9.182        |
| 2019 | Bounty Hunter           | Jim Creten      | Zombie Fire                   | Scooby Doo                    | Linsey Read     | 9.371        |
| 2022 | Grave Digger            | Brandon Vinson  | Son uva Digger                | Maximum Destruction           | Tom Meents      | 8.615        |
| 2023 | EarthShaker             | Tristan England | Bakugan Dragonoid             | ThunderROARus                 | Colt Stephens   | 8.608        |
| 2024 | Wild Side               | Zack Garner     | JCB Digraton                  | Grave Digger                  | Tyler Menninga  | 9.262        |

| Año  | 2-Wheel Skill       | 2-Wheel Skill  | 2-Wheel Skill | Salto Alto                 | Salto Alto       | Salto Alto  |
| Año  | Camión              | Conductor      | Puntaje       | Camión                     | Conductor        | Altura (ft) |
| ---- | ------------------- | -------------- | ------------- | -------------------------- | ---------------- | ----------- |
| 2019 | Max-D Fire          | Tom Meents     | 9.548         | Monster Mutt Dalmatian Ice | Cynthia Gauthier | 45.472      |
| 2022 | Maximum Destruction | Tom Meents     | 9.336         | Son uva Digger             | Ryan Anderson    | 38.906      |
| 2023 | Grave Digger        | Tyler Menninga | 7.126         | Son uva Digger             | Ryan Anderson    | 28.616      |

| Año  | Carreras de Speedster | Carreras de Speedster | Pista de obstáculos Speedster | Pista de obstáculos Speedster | Carreras de ATV | Carreras de ATV |
| Año  | Camión                | Conductor             | Camión                        | Conductor                     | Camión          | Conductor       |
| ---- | --------------------- | --------------------- | ----------------------------- | ----------------------------- | --------------- | --------------- |
| 2019 | El Toro Loco          | Armando Castro        | Blue Thunder                  | Matt Cody                     | Max-D           | Blake Granger   |

## Licencias
La marca Hot Wheels de Mattel produce con licencia oficial las versiones de juguete de los camiones monstruosos bajo el nombre de Monster Jam. También patrocinaron un camión, que compitió en la serie en años anteriores. Sin embargo, en 2008, el camión de Hot Wheels dejó de estar en el circuito, reemplazado en la línea por Donkey Kong. Pero entonces, a finales de 2011, Monster Jam anunció un nuevo camión de Hot Wheels. El conductor actual del mismo es Scott Buetow. En 2017 se anunció que Monster Jam no renovaría su contrató con Mattel el cual terminó a finales de 2018, en su lugar FELD Entertainment firmó con la marca Spin Master para que este último produzca los juguetes oficiales de Monster Jam.
Se han producido cinco videojuegos Monster Jam con licencia oficial. Los dos primeros, Monster Jam: Maximum Destruction, un juego de combate vehicular, y Monster 4x4: Masters of Metal, un juego de carreras arcade, fueron publicados por Ubisoft. El tercero, titulado simplemente Monster Jam, fue lanzado por Activision el 13 de noviembre de 2007, y se lanzó una secuela llamada Monster Jam: Urban Assault el 28 de octubre de 2008. Se lanzó un quinto juego, Monster Jam: Path of Destruction el 9 de noviembre de 2010. El 17 de junio de 2015, Monster Jam Battlegrounds se lanzó como descarga en Xbox Live y Steam. Monster Jam: Crush It! fue lanzado en Xbox One y PlayStation 4 el 25 de octubre de 2016, y más tarde fue lanzado en Nintendo Switch el 31 de octubre de 2017.

## Cobertura televisiva
Monster Jam se emitió originalmente en TNN y Speed, con previsualización de la temporada y paquetes de resumen de las Finales Mundiales que ocasionalmente se emiten en CBS como parte de CBS Sports Spectacular desde 2007 a 2012. Desde 2014 hasta 2018, FS1 y FS2 forman parte de la serie. A partir de 2019, NBC Sports comenzó a transmitir el programa en NBCSN.
Los resúmenes de cada evento se publican en la cuenta oficial de YouTube de Monster Jam la semana siguiente.
Internacionalmente, Monster Jam se emitió en One in Australia.